# Szombierki Elektrownia
Szombierki Elektrownia – przystanek (od 2021 na żądanie) kolei wąskotorowej w Bytomiu, na terenie dzielnicy Szombierki, w pobliżu zabytkowej Elektrociepłowni.
Na przystanku w sezonie wakacyjnym zatrzymują się pociągi turystyczne kursujące na trasie Bytom–Tarnowskie Góry–Miasteczko Śląskie umożliwiające podróżnym dojazd m.in. do Zabytkowej Kopalni Srebra oraz nad Zalew Nakło-Chechło.